# Ungulidaedalea
Ungulidaedalea is een monotypisch geslacht van schimmels behorend tot de familie Fomitopsidaceae. Het geslacht bevat een soort namelijk Ungulidaedalea fragilis.